# Gustaf Adolf Brandt
Gustaf Adolf Brandt, född 26 januari 1883, död 30 december 1972 i Jakobs församling i Stockholm, var en svensk präst.

## Biografi
Brandt blev teologie doktor i Lund 1918 och amiralitetspastor och kyrkoherde i Skeppsholms församling 1926. Han var medlem av styrelsen för Sveriges religiösa reformförbund och blev redaktör för dess tidskrift Religion och kultur 1937. Bland hans skrifter märks C. O. Rosenii förkunnelse (1918) och Några blad ur Skeppsholms församlings historia (1942), läroböcker i kristendom med mera. Brandt är begravd på Norra begravningsplatsen utanför Stockholm.

## Utmärkelser
- Konung Gustaf V:s jubileumsminnestecken med anledning av 90-årsdagen, 1948.[3]
- Konung Gustaf V:s jubileumsminnestecken med anledning av 70-årsdagen, 1928.[3]
- Ledamot av Kungliga Carl XIII:s orden, 28 januari 1954.[4]
- Ledamot av Kungliga Nordstjärneorden, 1936.[5]